# عندما يأتي الغد (فلم)
عندما يأتي غدا (بالإنجليزية: When Tomorrow Comes) هو فيلم دراما تم إنتاجه في الولايات المتحدة وصدر في سنة 1939.

## بطولة
- تشارلز بوير

### ترشيحات وجوائز
| السنة | الحدث          | الفئة          | النتيجة  |
| ----- | -------------- | -------------- | -------- |
|       | جائزة الأوسكار | أفضل خلط أصوات | فـــــوز |

## وصلات خارجية
- عندما يأتي الغد على موقع IMDb (الإنجليزية)
- عندما يأتي الغد على موقع الموسوعة البريطانية (الإنجليزية)
- عندما يأتي الغد على موقع روتن توميتوز (الإنجليزية)
- عندما يأتي الغد على موقع ألو سيني (الفرنسية)
- عندما يأتي الغد على موقع Turner Classic Movies (الإنجليزية)
- عندما يأتي الغد على موقع أول موفي (الإنجليزية)
- عندما يأتي الغد على موقع فيلمافينيتي (الإسبانية)
- عندما يأتي الغد على موقع قاعدة بيانات الأفلام السويدية (السويدية)
- عندما يأتي الغد على موقع قاعدة بيانات الفيلم (الإنجليزية)
- عندما يأتي الغد على موقع ليتربوكسد (الإنجليزية)

1. ↑  وصلة مرجع: https://www.oscars.org/oscars/ceremonies/1940.
2. ↑  وصلة مرجع: http://www.imdb.com/title/tt0032124/. الوصول: 18 أبريل 2016.